# Silnik dwusuwowy

Schemat działania silnika dwusuwowego o zapłonie iskrowym, ze skrzynią korbową jako pompą ładującą

Silnik dwusuwowy – silnik spalinowy, w którym cały obieg pracy (w tym suw pracy) następuje co drugi suw (przemieszczenie od górnego do dolnego skrajnego położenia) tłoka, a więc za każdym obrotem wału korbowego. Silniki dwusuwowe teoretycznie mogą osiągać dzięki temu wyższą moc jednostkową, niż czterosuwowe (w czterosuwie jeden cykl pracy przypada na dwa obroty wału). W praktyce jednak przyrost mocy jest nieznaczny z uwagi na kwestię mniej precyzyjnej wymiany ładunku w silniku, a w niektórych silnikach są straty ładunku podczas przepłukania, co przyczynia się do wzrostu zużycia paliwa. Kwestie te sprawiły, że ze względów ekologicznych (głównie emisja spalin) silniki dwusuwowe o zapłonie iskrowym – poza najmniejszymi pojemnościami do skuterów i lekkich motocykli – zostały niemal zupełnie wyparte przez oszczędniejsze i czystsze (pod względem spalin) silniki czterosuwowe.
Wady silnika dwusuwowego:
- duża emisja spalin
- smarowanie olejem z zewnątrz
- mała regularność biegu jałowego
- duże obciążenie cieplne
- hałaśliwa praca
- duże spalanie

Zalety silnika dwusuwowego:
- duża moc i moment obrotowy
- rezonans
- łatwy rozruch, szybkość nagrzewania
- niewielki koszt naprawy, obsługi
- prosta konstrukcja, korzystniejszy w stosunku do silników czterosuwowych stosunek mocy do masy silnika oraz mocy do pojemności skokowej.

Silniki najmniejsze (modelarskie, czy do niektórych skuterów i motorowerów) jak i największe (zob. silnik wodzikowy, niekiedy silniki kolejowe) są przeważnie w obiegu dwusuwowym. W innych zastosowaniach prym wiodą silniki czterosuwowe.
Suw ssania i wydechu znany z cyklu czterosuwowego zastąpiony jest tzw. cyklem płukania, przeprowadzanym przez zewnętrzną względem cylindra pompę ładującą.
Obieg pracy silnika dwusuwowego
1. Suw sprężania – w pierwszej fazie suwu sprężania następuje płukanie przestrzeni roboczej silnika. Wtedy to spaliny powstałe w poprzednim cyklu pracy są wytłaczane przez kanał wydechowy napływającym świeżym ładunkiem.
2. Suw pracy – przed dojściem do górnego martwego położenia tłoka następuje zapłon paliwa, które gwałtownie rozprężając się powoduje ruch tłoka w dół do dolnego skrajnego położenia. W końcowej fazie tego suwu może mieć miejsce początek cyklu płukania.

Jako pompa ładująca w najprostszych silnikach benzynowych wykorzystywana jest skrzynia korbowa. Rozrząd w takich silnikach najczęściej jest przeprowadzany poprzez odsłanianie i zasłanianie przez tłok kanałów w cylindrze, co upraszcza konstrukcję (brak oddzielnego układu rozrządu). Przepływ ładunku przez skrzynię korbową umożliwia smarowanie silnika wtryskiem oleju do układu dolotowego lub dodanie go do paliwa, co pozwala na rezygnację z układu smarowania. Taki uproszczony silnik, często stosowany dawniej w motocyklach i małych samochodach, jest jednak niedoskonały (niekorzystny symetryczny rozrząd, straty energii na przepompowanie ładunku przez skrzynię korbową, spalanie oleju) i nieefektywny, co jest przyczyna złej opinii o dwusuwach w ogóle i niemal zaniknięcia silników dwusuwowych niskoprężnych. Konstrukcje zaawansowane używają mechanicznych pomp ładujących (głównie systemu Roots), rozrządu zaworowego (przepłukanie wzdłużne) i ciśnieniowych układów smarowania.
Podstawową wadą silników dwusuwowych jest mniejsza sprawność, a tym samym duże zużycie paliwa, duża emisja spalin oraz głośna praca. Głównym tego powodem jest utrudniona wymiana ładunku w silniku (oczyszczenie cylindra ze spalin podczas płukania nie zawsze jest zupełne).
Do zalet silników dwusuwowych, oprócz prostszej konstrukcji, zaliczyć trzeba zdolność do pracy w dowolnej pozycji co dla silników czterosuwowych wiąże się ze znacznym skomplikowaniem układu smarowania. Dlatego silniki te pozostają stale w użyciu w napędzie maszyn odwracanych w czasie pracy - pił i kos spalinowych.

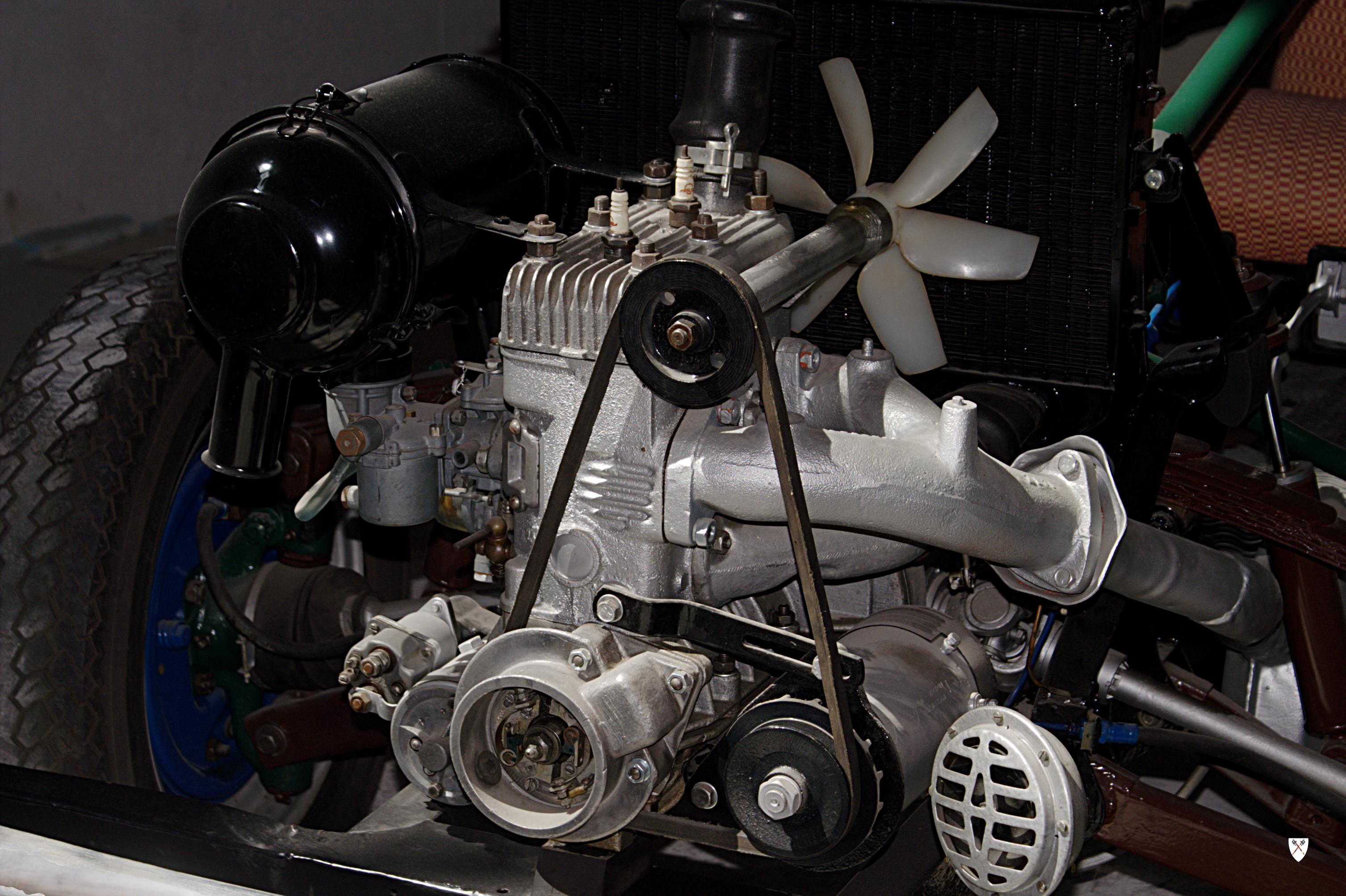
Pierwszy silnik (S-15) samochodu Syrena

Silniki dwusuwowe benzynowe, aczkolwiek mają zalety, stosowane są dużo rzadziej niż czterosuwowe. Obecnie najistotniejsze są kwestie ekologiczne (kwestie zanieczyszczania środowiska i emisja dwutlenku węgla). Stosowano je głównie tam, gdzie ważne było, aby silnik był jak najmniejszy i najprostszy – z początku m.in. do napędu lekkich motocykli i motorowerów, później także np. kosiarek do trawy. W ostatnich czasach w krajach wysoko rozwiniętych nawet w tych zastosowaniach wypierają je silniki czterosuwowe. Pierwsze samochody Saaba wyposażone były w silniki dwusuwowe, w latach 70. XX w. używała ich do napędu małych samochodów firma Suzuki, jednak najczęściej i najdłużej, bo aż do lat 80. XX w. stosowano je w Polsce i NRD, gdzie były montowane do aut osobowych: Syrena, Trabant i Wartburg.
Silniki dwusuwowe średnioprężne mogły być zasilane różnymi paliwami naftą, olejem napędowym, spirytusem, benzyną. Silniki te miały stopień sprężania od 4,5 – 4,75, a więc niższy niż stopień sprężania silników benzynowych. Były stosowane jako silniki stacjonarne i w ciągnikach rolniczych z których najbardziej znany jest Lanz Bulldog, a w Polsce Ursus C-45.
Wysokoprężne silniki dwusuwowe, zasilane olejem napędowym, stosowano natomiast do napędzania bardzo dużych pojazdów, takich jak statki, lokomotywy (np. ST44, Class 66), czy bardzo duże samochody techniczne, np. straży pożarnej. Obecnie w krajach wysoko rozwiniętych także tu wypierane są one przez czterosuwowe silniki wysokoprężne, nadal są jednak często stosowane jako nowoczesne silniki okrętowe i stacjonarne. Największy obecnie oferowany spalinowy silnik tłokowy – Wartsila-Sulzer RTA96-C –– jest dwusuwowym silnikiem wodzikowym z zapłonem samoczynnym.